# Носов, Сергей Дмитриевич
Сергей Дмитриевич Носов (1902—1989) — советский педиатр , специалист в области детских инфекций, член-корреспондент академии медицинских наук, заслуженный деятель науки РСФСР, лауреат Государственной премии.

## Биография
Сергей Дмитриевич родился 14 марта 1902 года в городе Калязин Тверской губернии. В 1919 году после окончания средней школы в Ярославле, в разгар Гражданской войны начал работать дезинфектором в госпиталях Красного Креста. В этом же году он поступил в Ярославский университет на врачебно-медицинский факультет, окончив его в 1924 году. Уже в 1926 году начал работать в инфекционном отделении районной больницы в городе Гаврилов-Ям Ярославской области, в должности врача-ординатора.
В 1930 году вместе с семьей переехал в город Иваново и начал работать врачом на фабрике «Красная Талка». Спустя время был назначен городским эпидемиологом, позднее — старшим городским эпидемиологом. В 1932 году начал работать научным сотрудником инфекционного отделения Ивановского научно-исследовательского института охраны материнства и младенчества. В конце этого же года работал ординатором инфекционного отделения Первой городской больницы.
В 1931 году появилась первая публикация Сергея Дмитриевича Носова в центральной медицинской прессе, посвященная методике пальпации в диагностике диарей. Им опубликовано более 170 научных работ, в том числе 11 монографий.
С 1935 года начал работать в Ивановском медицинском институте. С 1938 года ассистент Носов избирается на должность доцента кафедры инфекционных болезней и в 1939 году ему присвоено учёное звание — доцент. В 1943 году Сергей Дмитриевич основал кафедру детских инфекций и стал заведующим этой кафедры, а в 1946 году становится деканом педиатрического факультета.
В 1945 году Сергей Дмитриевич защитил докторскую диссертацию и в 1946 году получил учёное звание — профессор.
В 1959 году профессор Носов перевёлся в НИИ педиатрии АМН СССР, где был избран членом-корреспондентом АМН и плодотворно трудился, возглавляя отдел детских инфекционных болезней. Позднее в 1962 году занял должность заместителя директора по научной работе Института педиатрии АМН СССР, а с 1977 года — старший научный сотрудник и консультант этого института.
29 апреля 1989 года Сергей Дмитриевич Носов скончался и был похоронен в Москве на Востряковском кладбище (уч. 110).

## Награды и звания
Сергей Дмитриевич Носов имел множество наград:
- Два ордена «Знак Почета»[1];
- Медаль «За доблестный труд в Великой Отечественной войне 1941—1945 гг.»[3];
- Медаль «В ознаменование 100-летия со дня рождения Владимира Ильича Ленина»[3];
- Значок «Отличнику здравоохранения» (СССР) и несколько почетных грамот.

В 1971 году удостоен звания «Заслуженный деятель науки РСФСР».